# Germanus (patrice)
Pour les articles homonymes, voir Germanus.
Germanus est un haut dignitaire byzantin, membre du Sénat et patrice qui joue un rôle notable dans la vie politique de l'Empire aux alentours de l'an 600.

## Biographie
Aristocrate influent, Germanus s'élève dans la hiérarchie de l'Empire grâce au mariage de sa fille en novembre 601 avec Théodose, le fils de l'empereur Maurice et son héritier désigné. En février 602, il vient d'ailleurs en aide à beau-fils pris dans une émeute dans Constantinople, alors que des troubles urbains se renforcent du fait d'une famine et témoignent des difficultés de Maurice à contenir l'agitation.
La situation empire à l'automne quand l'armée en campagne dans les Balkans se révolte sous la conduite de Phocas, simple centurion. Profitant du désordre ambiant, il progresse sans opposition jusqu'aux murailles de Constantinople. Entre-temps, les rebelles se mettent en contact avec Théodose et Germanus et leur propose de remplacer Maurice, en marquant leur préférence pour Théodose. Ce dernier refuse et c'est désormais Germanus qui devient le favori. Maurice ne tarde pas à le convoquer et le tient pour responsable de la dégradation de la situation. Germanus finit par se réfugier dans la basilique Sainte-Sophie. Les hommes de Maurice tentent de l'appréhender mais la foule commence à se rassembler et prend parti pour Germanus. Il est difficile de dire si ce dernier ambitionne alors de prendre le pouvoir mais à la fin novembre, débordé, Maurice finit par s'enfuir avec sa famille. 
Les hommes de Phocas pénètrent alors dans la cité impériale et Germanus semble bien placé pour succéder à Maurice. Finalement, il échoue, peut-être en raison de ses relations difficiles avec les Factions des Bleus et des Verts, des groupes partisans particulièrement influents dans la capitale. Il pourrait ne pas être parvenu à séduire la Faction des Verts mais, dans tous les cas, doit s'incliner face à Phocas. Si ce dernier se montre impitoyable envers Maurice et ses fils, qu'il met à mort, il épargne Germanus. Ce dernier semble impliqué dans un complot palatin en 603, peut-être avec la veuve de Maurice, Constantina, qui échoue. Il serait alors devenu moine, probablement de force et finit par être exécuté sur l'une des îles des Princes, apparemment pour avoir maintenu une correspondance secrète avec Constantina.

## Sources
- (en) John R. Martindale, A. H. M. Jones et John Morris, The Prosopography of the Later Roman Empire : Volume III, AD 527–641, Cambridge (GB), Cambridge University Press, 1992, 1575 p. (ISBN 0-521-20160-8)